# Senés
Senés est une commune de la province d'Almería, Andalousie, en Espagne.

## Géographie

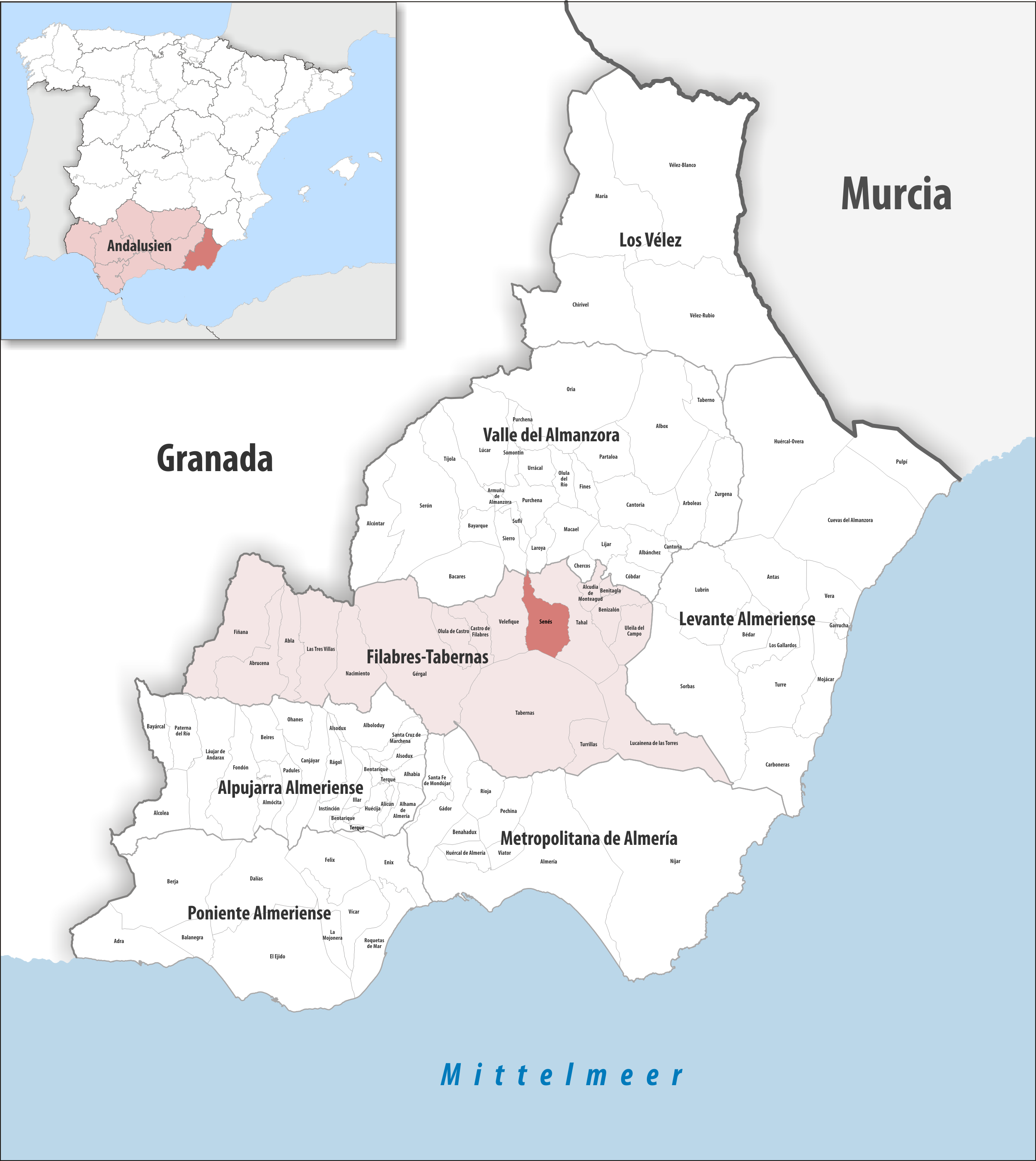
Senés dans la comarque Filabres-Tabernas, province d'Almería / en Andalousie

### Localisation
La commune de Senés se trouve à peu près au centre de la province d'Almería et dans le nord-est de la comarque Filabres-Tabernas.
Almería est à 50 km sud ;
Madrid à 544 km nord-nord-ouest ;
Gibraltar à 391 km ouest-sud-ouest (distances par route).

### Communes voisines

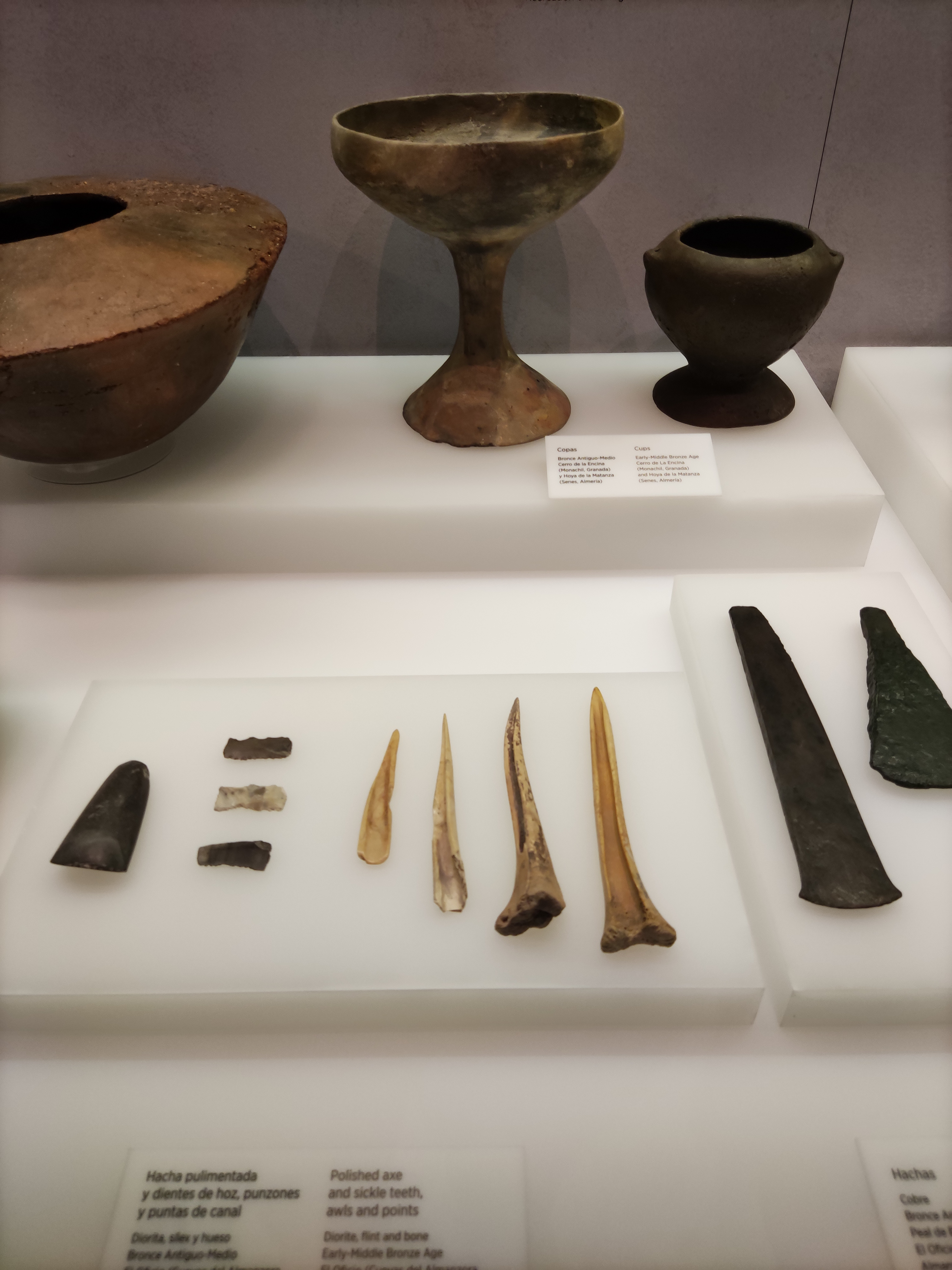
Coupes du Bronze antique :
1. Cerro de la Encina (Monachil, Grenade), 2. Hoya de la Matanza

## Histoire
Le site de la Hoya de la Matanza a eu une importante concentration de population à l'âge du bronze.
Juan Cuadrado Ruiz (1886-1952), directeur du musée archéologique d'Almería (Apuntes, p. 27) donne un bref signalement de vestiges d'une culture néolithique au Collado del Rayo, et de vestiges hispano-mauresques au barranco de los Molinos et au cerro del Castillo
Georg et Vera Leisner (en), se basant sur les notes de Pedro Florez, l'assistant de Louis Siret, mentionnent 8 tombes au ruisseau de Sierra Bermeja et de une tombe ronde (Rundgraber) à la Loma de los Rincones, situé au ruisseau (rambla) de los Nudos.

## Économie
Vin de pays Desierto de Almería
Elle fait partie de la zone couverte par l'appellation « vin de pays » (es) (Vino de la Tierra) Desierto de Almería (es),
une indication géographique réglementée en 2003. 14 communes en font partie, toutes dans la province d'Almería : 
Alcudia de Monteagud, 
Benitagla,
Benizalón, 
Castro de Filabres, 
Lubrín, 
Lucainena de las Torres, 
Olula de Castro, 
Senés, 
Sorbas, 
Tabernas, 
Tahal, 
Turrillas, 
Uleila del Campo,
Velefique.